# Ехінокактус
Ехінокактус (Echinocactus) — рід з родини Кактусових. Ареал — південний захід США і північ Мексики.

## Історія роду
Першоопис роду 1827 р. було зроблено Г. Лінком і Ф. Отто. Назва походить від лат. echinatus — колючий і утворилася тоді, коли більшість кулястих кактусів відносили до ехінокактусів, а кактуси з циліндричною формою стебла — до цереусів або ехіноцереусів.

## Характеристика роду
Рід включає близько десятка видів найбільших з відомих кулястих і циліндричних кактусів. Стебла яскраво-зелені, гладенькі, блискучі, в природі досягають 3 м заввишки і 1,5 м в діаметрі. Ребра численні, прямі, чітко виражені. Великі ареоли, у верхівки майже зливаються між собою і утворюють суцільний повстяний покрив. Колючки нечисленні, бурштиново-жовті, товсті, 2-7 см завдовжки, у більшості видів дуже потужні та жорсткі. У природі цвітуть тільки старі рослини, в кімнатних умовах ехінокактуси, як правило, не зацвітають. Квіти жовті або темно-рожеві, дзвіночкоподібні, невеликі, 2-5 см в діаметрі, з вузькими, ланцетоподібними пелюстками, розташовуються навколо верхівки стебла. У природі запилюються комахами або дрібними птахами. Квіткова трубка коротка, опушена, з лусочками. Плоди сухі, розтріскуються.

## Ареал та природні умови росту
Південний захід США і північ Мексики. Зростають на глинисто-вапняних ґрунтах переважно в пустельних місцевостях, у підніжжі та на схилах скель, в ущелинах, де майже немає іншої рослинності. Ще недавно можна було зустріти великі групи 200-400-літніх ехінокактусів, в наш час[коли?] важко знайти навіть поодинокі такі екземпляри. Тільки в Ель-Пасо (Техас) при проведенні будівельних робіт було знищено понад 500 цих цінних рослин.

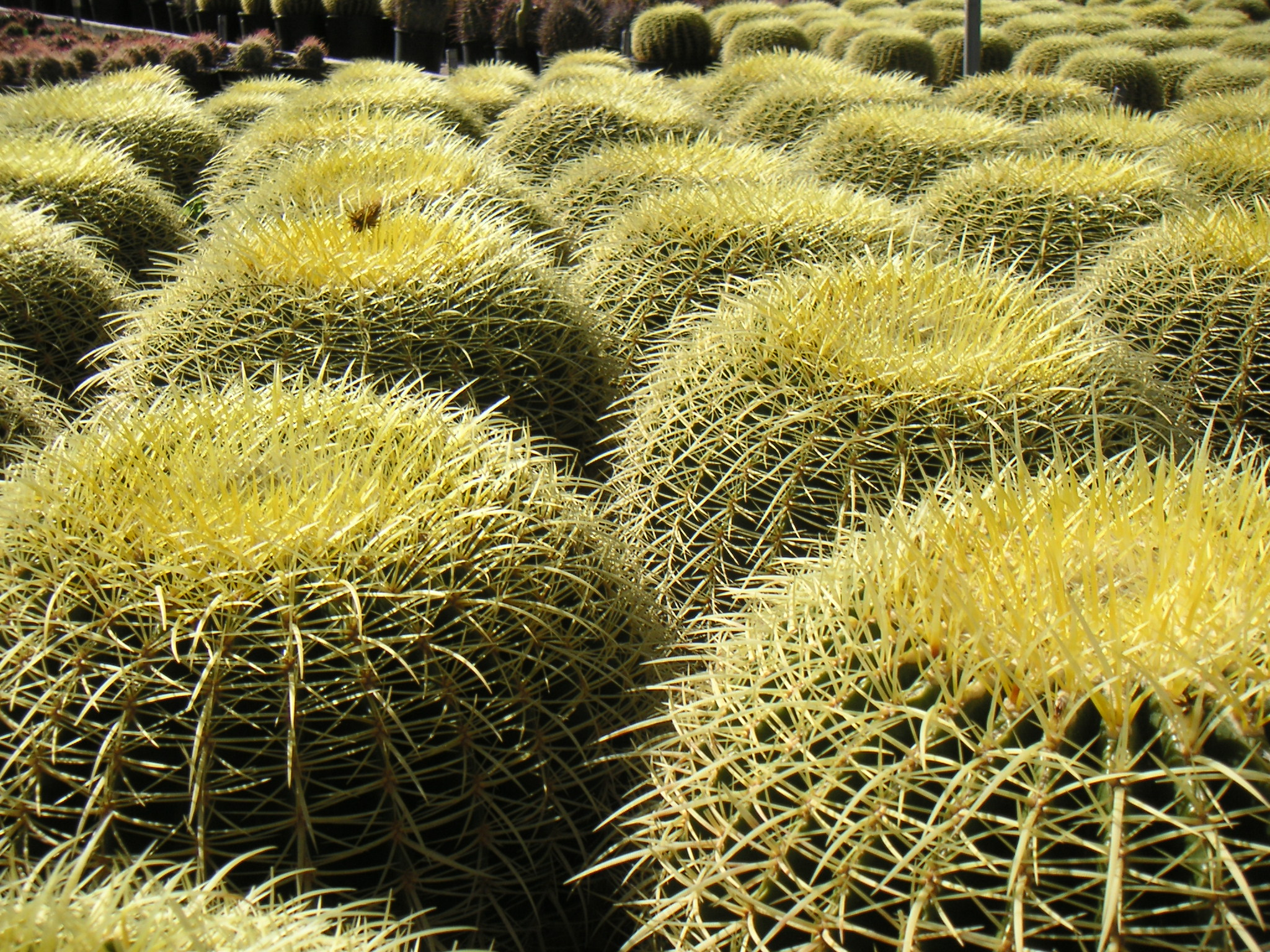
Echinocactus grusonii

## Вирощування
В культурних умовах єдиною проблемою при вирощуванні ехінокактусів є забезпечення місця для дорослих рослин. При інтенсивному сонячному освітленні, постійному припливі свіжого повітря і нормальному рівні поливу в період вегетації ехінокактуси ростуть порівняно швидко, але дочекатися їх цвітіння — завдання не з легких. Більшість видів добре розвиваються в субстраті, що складається на 40% з рівних частин листової й дернової землі, 30% суміші грубозернистого піску з гравієм, до 10% — вапняних складових, решта — наповнювачі. Для так званих «малих» ехінокактусів (E. horizonthalonius, E. parryi, E. xeranthemoides) до субстрату додають до 20% від обсягу гравійні складові і скорочують кількість поливів. Взимку дорослі рослини утримують в сухому стані при температурі 6-10 С.

## Розмноження
Розмножуються ехінокактуси насінням. Розвиток сіянців можна прискорити їх щепленням з наступним укоріненням підрослих рослин. «Пеньки», які лишилися, є матеріалом для вегетативного розмноження, оскільки охоче утворюють відростки.

## Деякі види
- Echinocactus grusonii
- Echinocactus horizonthalonius
  - Echinocactus horizonthalonius var. horizonthalonius
  - Echinocactus horizonthalonius var. nicholii
- Echinocactus platyacanthus
- Echinocactus polycephalus
  - Echinocactus polycephalus var. polycephalus
  - Echinocactus polycephalus var. xeranthemoides
- Echinocactus texensis